# إلينا أوتشوا فوستر
إلينا أوتشوا فوستر (بالإسبانية: Elena Ochoa Foster) هي مقدمة تلفزيونية وعالمة نفس إسبانية، ولدت في 24 سبتمبر 1958 في أورينسي في إسبانيا.

## وصلات خارجية
- إلينا أوتشوا فوستر على موقع IMDb (الإنجليزية)
- إلينا أوتشوا فوستر على موقع ألو سيني (الفرنسية)
- إلينا أوتشوا فوستر على موقع قاعدة بيانات الفيلم (الإنجليزية)
- إلينا أوتشوا فوستر على موقع كينوبويسك (الروسية)